# Щириця Павло Степанович
Щириця Павло Степанович (нар.17 січня 1938, с. Боровиця, Чигиринський район, Черкаська обл. — 18 вересня 2020, Київ) — радянський і український кінооператор. Член Національної спілки кінематографістів України та Історичного клубу «Холодний Яр», рідний племінник холодноярського отамана Якова Мамая-Щириці.

## Біографічні відомості
Закінчив факультет журналістики Київського державного університету ім. Т. Г. Шевченка (1960).
Працював на Українському телебаченні редактором та оператором. З 1970 р. — на студії «Укртелефільм».

## Фільмографія
Зняв стрічки:
- «Дружбі народів присвячується»,
- «Київська весна» (1973),
- «Майстерність»,
- «Симфонії дружби»,
- «На землі батьків»,
- «3О років визволення Радянської України» (1974),
- «П'ятирічка машиніста Порхуна»,
- «Пилипівка»,
- «30 років Великої Перемоги»
- «БАМ — будова століття» (1975),
- «Український мільярд» (1976),
- «Відгукніться, сурмачі»
- «Пароль дружби» (1977),
- «Великий хліб України» (1978, Диплом ВДНГ СРСР),
- «Ювілей Академії наук УРСР»,
- «Київська весна» (1979),
- «Один день і все життя»,
- «Сім нот у тиші»,
- «Якби я був чарівником»,
- «Формула творчості» (1981),
- «Життя віддане живому. Академік Холодний»,
- «Невидимка з мікросвіту»,
- «Шлях до хліба. Академік Ремесло»,
- «Балтійські родичі слов'ян» (1982),
- «Андрій Малишко»,
- «Бригадний підряд на фермах» (1983) та ін.

## Громадська діяльність
У 1960-ті Павло Степанович допомагав В'ячеславові Чорноволу, з яким дружив зі студентської парти. Переховував у своїй квартирі те, що просив Чорновіл. Був членом Національної спілки кінематографістів України.
27 — 28 жовтня 1996 р. Павло Щириця взяв участь у першому вшануванні героїв Холодного Яру. Був з телекамерою. Його зйомки лягли в основу документального фільму «І повіє огонь новий» (режисер Гурам Петріашвілі). 3 січня 1997 р. Павло Щириця став членом Установчої конференції Історичного клубу «Холодний Яр». Пишався своїм дядьком — отаманом Яковом Мамаєм-Щирицею.